# Jeong Yeong-a
Jeong Yeong-a (koreanisch 정영아; * 9. Dezember 1990 in Südkorea) ist eine südkoreanische Fußballspielerin. Seit 2013 spielte sie die A-Nationalspielerin ihres Landes.

## Karriere

### Verein
Yeong-a spielt für den Verein Gyeongju Korea Hydro & Nuclear Power WFC.

### Nationalmannschaft
Zwischen 2008 und 2010 war Jeong bei der Südkoreanische Fußballnationalmannschaft U-20 tätig. Seit 2013 spielt sie für die Südkoreanische Fußballnationalmannschaft der Frauen als Abwehrspieler. Sie debütierte am 12. Januar 2013 in einem Freundschaftsspiel gegen Norwegen. Bisher absolvierte sie 12 Länderspiele.